# Batia
Batía (in greco antico: Βιτία?) era una città dell'antica Grecia ubicata nella regione dell'Epiro.

## Storia
Viene menzionata da Strabone come una città dell'interno vicina a Pandosia, Elatria e Bucheta ma aggiunge che il suo territorio raggiungeva il golfo di Ambracia.
Viene identificata con i resti archeologici situati a 3 km a sud dell'attuale Rizobuni.